# うえちゃんの花の土曜日おっかけラジオ
うえちゃんの花の土曜日おっかけラジオ（うえちゃんのはなのどようびおっかけラジオ）は1997年5月31日 - 1998年3月28日にニッポン放送で生放送されていたワイド番組である。

## 出演者
- パーソナリティ：上柳昌彦（当時ニッポン放送アナウンサー※当時は平仮名の「うえやなぎまさひこ」表記であった）
- アシスタント：よしきくりん
- 晴れ晴れキャスター（『TOYOTA 飛び出せ街かど天気予報』担当）：田代優美 → 仲佐かおり（ともに当時・ニッポン放送アナウンサー）

であった。

## コーナー
- まとめて新聞読んどきました[1]
- うえちゃんのおっかけスポーツ[2]
- 天国と地獄テレフォン[3]
- おたよりコーナー[4]
- ※ヤナセ・ウィークエンド・ナビゲーション うえちゃんの土曜の朝は旅気分[5]
- おっかけ潜入レポート[6]
- ニュースな人々 今週も色々ありました[7] → ※うえちゃんのHITACHIおっかけトーク[8]
※前番組パーソナリティのテリー伊藤は番組最終前週・1998年3月21日のこのコーナーにゲスト出演[9]、次番組パーソナリティの春風亭小朝も1997年7月26日、最終回の1998年3月28日に2回ゲスト出演した[10][11]。

などがあった。※はNRN系列へ向けてのスポンサードネット。ただし、「ヤナセ・ウィークエンド・ナビゲーション」はSTV・TBC・SF・ABCにおいて企画ネット、「おっかけスポーツ」はスポンサーのみ引継ぎで、STV・SF・ABCでは『ビールズのおっかけスポーツ』としてネット、「おっかけトーク」は沖縄ではスポンサーの都合でJRN系列のRBCにネットした。